# غراتشيوفكا (ستافروبول)
غراتشيوفكا (بالروسية: Грачёвка) هي مدينة في مقاطعة ستافروبول كراي في روسيا.
يبلغ عدد سكانها حوالي 6174   نسمة.